# Халозе
Халозе (словен. Haloze) је брдско подручје у источној Републици Словенији, познато по виноградарству и производњи вина.
Халозе пружају се између долине Драве на северу и државне границе са Хрватском на југу, јужно од Птуја, Подручје обухвата површину од приближно 300 км². Највећи део површи је надморске висине 350 - 400 м и чине га брда и брегови који смера пружања северозапад - југоисток. Највиши врх, Јеловица, висок је 623 м.
Великих насеља на Халозама нема. Доминирају мала насеља у долинама потока или на гребенима брда. Халозе спадају у слабо развијено и стога исељеничко подручје Словеније.